# Бољарска дума
Бољарска дума (рус. Боя́рская ду́ма, срп.Савет великаша) је модеран термин за редовна саветовања крупног племства на двору владара у Кијевској Русији, Великој кнежевини Москви и Руском царству од 10. до 18. века.

## Појам
Бољарска дума је термин настао у 18. веку: руске хронике помињу само "бољаре" или "думу", под којом подразумевају кнежевски или царски савет.

## Историја
У Кијевској Русији кнежевски саветници били су старији дружиници (оригинално значење речи "бољари"), док са ширењем Москве, у 15. и 16. веку, саветнике великог кнеза чине зависни кнежеви и велики земљопоседници (новије значење речи "бољари"). Број племића који су имали "саветнички чин" (рус. думный чин) био је мали: од 15 великаша у доба Ивана III, до 50 у доба Ивана Грозног.

## Значај
Законик из 1497. дозволио је "бољарима и околничима" да суде и потврђују законе, а познато је и да су у 16. веку примали стране посланике и контролисали државне чиновнике. Бољарски савет био је активан у Време Смутње, и успео је 1606. да наметне заклетву цару Василију Шујском при ступању на власт, а очувао је знатан утицај за владе Михаила Романова, док је у време Алексеја Михаиловича спао на почасну и декоративну улогу. Бољарску думу укинуо је 1711. Петар Велики, преневши њене дужности на Правитељствујушчи сенат.